# Peponidium horridum
Peponidium horridum är en måreväxtart som beskrevs av Arenes. Peponidium horridum ingår i släktet Peponidium och familjen måreväxter. Inga underarter finns listade i Catalogue of Life.